# لوك ديميش
لوك ديميش (بالإنجليزية: Luke Dimech)‏ (11 يناير 1977 بفاليتا في مالطا - ) هو لاعب كرة قدم مالطي في مركز الدفاع. شارك مع منتخب مالطا تحت 21 سنة لكرة القدم ومنتخب مالطا لكرة القدم. أما مع النوادي، فقد لعب مع سلايما واندريرز وماكليسفيلد تاون ونادي أيك لارنكا ونادي بيركيركارا ونادي شامروك روفرز ونادي فاليتا ونادي تشستر سيتي ونادي مانسفيلد تاون ونادي مارساشلوك ونادي موستا ‏.

## وصلات خارجية
- لوك ديميش على موقع الاتحاد الدولي (مؤرشف)  (الإنجليزية)
- لوك ديميش على موقع الاتحاد الأوربي (الإنجليزية)
- لوك ديميش على موقع قاعدة بيانات كرة القدم.إي يو (الإنجليزية)
- لوك ديميش على موقع ناشيونال فوتبول تيمز (الإنجليزية)
- لوك ديميش على موقع Soccerbase.com (لاعب) (الإنجليزية)
- لوك ديميش على موقع Soccerway.com (الإنجليزية)
- لوك ديميش على موقع عالم كرة القدم.نت (الإنجليزية)